# Osvaldo Frascino
Osvaldo «Bocón» Frascino (Buenos Aires, 5 de noviembre de 1950-Ib.; 2 de julio de 2020) fue un guitarrista y cantautor de rock argentino. Integró Pescado Rabioso, una de las bandas más importantes del rock argentino. Fue coautor junto a Luis Alberto Spinetta de dos canciones consideradas entre las cien mejores del rock argentino por la revista Rolling Stone: "Me gusta ese tajo" (#57) y "El monstruo de la laguna" (#61). Fue la figura líder de la banda Engranaje, proveniente de los momentos fundantes del llamado «rock nacional» argentino.
En 2012 fue ubicado en la posición n.º 57 entre los cien mejores guitarristas del rock argentino en la encuesta realizada por la revista Rolling Stone.

## Trayectoria

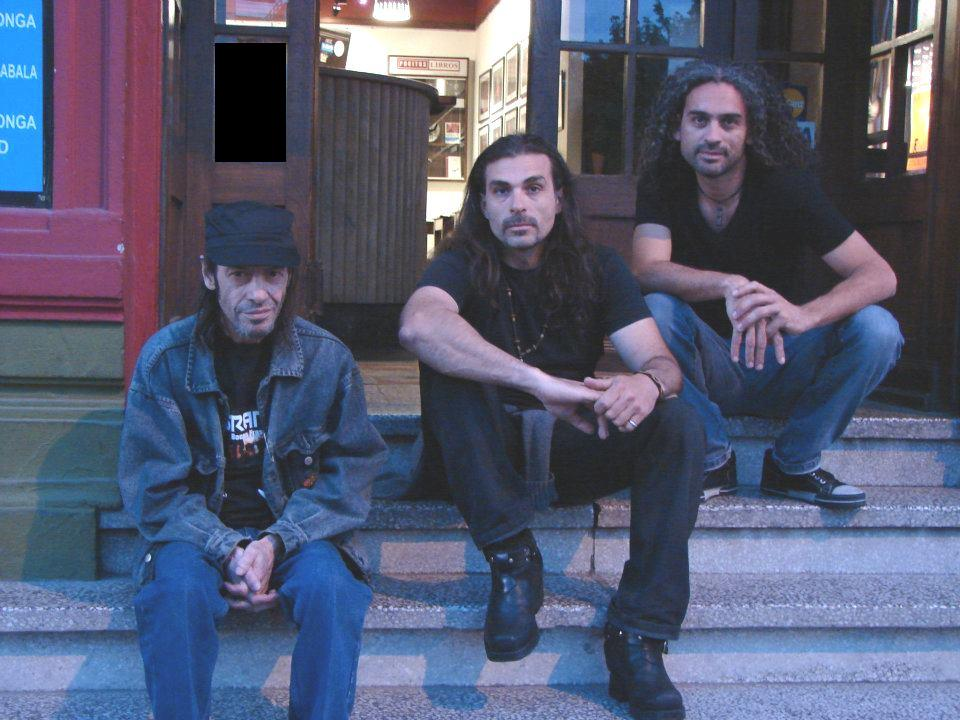
Engranaje en Montevideo (Uruguay), previo a un show. De izquierda a derecha: Osvaldo Frascino, Daniel Molinari y Adrian Domanski (2013).

En el año 1967 concurrió el boliche —discoteca— La Cueva 2, que  era llevado por Billy Bond. Frecuentaban el local los músicos que luego fueron estrellas del rock nacional: Spinetta, Moris, Pappo, los integrantes de Almendra y Manal; Tanguito, Ciro Fogliatta (del conjunto Los Gatos), el baterista rosarino Oscar Moro, Black Amaya, Javier Martínez, Pajarito Zaguri. 
Bocón estuvo desde los comienzos y participó de muchas de esas «zapadas» con muchos de esos músicos, si bien no llegó a integrar un grupo formado. La primera formación grupal en la que se integró fue con Pajarito Zaguri, Moris y Willy Gardi. Luego en 1968 se formó el grupo Engranaje, Pappo, en guitarra eléctrica,Tito La Rosa (La Máquina), en guitarra rítmica y voz, y Horacio "Droopy" Gianello (del grupo Arco Iris), en batería.
En 1971, junto a Luis Alberto Spinetta y Black Amaya forma el mítico grupo Pescado Rabioso y participa del primer álbum de la banda, Desatormentándonos (1972). Quedan cuatro temas registrados en coautoría, dos de ellos incluidos entre los mejores 100 temas de la historia del rock argentino: «Algo flota en la laguna (El monstruo de la laguna)» (Spinetta-Frascino), posicionado n.º 61 entre los 100 mejores temas de la historia del rock argentino, en la encuesta organizada por el sitio rock.com.ar. «Dulce 3 nocturno» (Spinetta-Frascino-Amaya), donde Bocón interpreta dos guitarras, «Mi espíritu se fue» (Spinetta-Frascino) este perteneciente al segundo álbum de Pescado Rabioso; y «Me gusta ese tajo» (Spinetta-Frascino-Amaya), donde Bocón interpreta bajo, guitarra base y ejecuta un solo de guitarra. Ha sido incluida en la posición n.º 57 entre las 100 mejores del rock argentino por la revista Rolling Stone y la cadena MTV y censurada por el gobierno militar.
En 1972 Frascino se separó del grupo y fue sustituido por David Lebón. Participó en el álbum de la primera solista femenina Carola Cutaia: Damas negras. En 1973 pasó a integrar el grupo Sacramento con Ciro Fogliatta (de Los Gatos) en teclados, Alfredo Toth (de Los Gatos y en los años ochenta GIT) en guitarra, Corre López (de Los Walkers) en batería y Ricardo Jelicié (de La Bolsa) en bajo y voz.
Con ellos grabó un segundo álbum de Sacramento para el sello RCA, con temas de la autoría de Bocón. Pero el disco en definitiva no se editó.
En 1995 reflotó su grupo de los 60's Engranaje, cambiando completamente de músicos: Osvaldo Bocón Frascino (guitarra y composición), Jorge Somoza (bajo y voz), Marcelo Roascio (guitarras), Sergio D’Ambrosio (teclados) y Daniel Molinari (batería). En 1998 editó un CD por el sello Muro Records bautizado Tu hostilidad.
Luego volvió a cambiar toda la formación de Engranaje, quedando Frascino con Alejandro Amaro (bajo y voz) y Charlie Méndez (batería). A partir de 2006 Engranaje estuvo constituido por Bocón, Eduardo Frezza (ex El Reloj) en voz, DAG en bajo y Daniel Molinari en batería. En 2009, con la partida de DAG y Eduardo Frezza, Engranaje se consolida como trío, con Frascino (guitarra y voz), Daniel Molinari (batería) y Adrián Domanski (bajo y coros). En ese año, participa del concierto de Spinetta, llamado Spinetta y las Bandas Eternas, interpretando todos los temas del primer disco de Pescado Rabioso.[cita requerida]

## Militancia
A partir del 2005, se integró al MUR (Músicos Unidos por el Rock), una organización que lucha para defender el derechos de los músicos y artistas de distintos ámbitos artísticos, tras la tragedia del boliche República Cromagnon el 30 de diciembre de 2004, por el cual, el gobierno de la Ciudad de Buenos Aires decidió cerrar el circuito de locales para los artistas que no eran del mainstream, generando que los músicos no pudieran trabajar. El MUR fue fundado, entre otros, por Hernán de Vega, vocalista de Las Manos de Filippi. Frascino formó parte de asambleas de Lucharte y del Frente de Artistas en Lucha, tocando en decenas de festivales por las reivindicaciones de su sector, pero también en apoyo a distintas luchas obreras. Por eso también adhería al programa del Partido Obrero, tocando en varios de sus picnics de fin de año.

## Fallecimiento
Pasó varios meses esperando un trasplante de hígado. Falleció en la clínica La Matanza de Buenos Aires el 2 de julio de 2020 a causa de una insuficiencia hepática.